# Армавир (фильм)
«Армавир» — сюрреалистическая драма Вадима Абдрашитова.

## Сюжет
После гибели пассажирского судна «Армавир» (аллюзия к «Адмиралу Нахимову») офицер Сёмин (Колтаков) разыскивает дочь, которой нет ни среди спасённых, ни среди утонувших. В этих поисках ему почему-то помогает скрывающийся от следствия помощник капитана «Армавира» (Шакуров). Происходит череда странных событий, каждое из которых то отнимает у отца надежду, то возвращает.

## В ролях
- Сергей Колтаков — Герман Сёмин (озвучивает Юрий Беляев)
- Сергей Шакуров — Аксюта
- Елена Шевченко — Марина-Лариса
- Сергей Гармаш — Иван
- Мария Строганова — Наташа
- Жанат Байжанбаев — Тимур
- Наталия Потапова — Зина, жена Николая
- Александр Вдовин — Николай
- Рим Аюпов — «Катала»
- Валентина Светлова — «Чёрненькая»
- Татьяна Егорова — «русалка», массовик-затейник, подруга Артура
- Пётр Зайченко — Артур, массовик-затейник, «царь Нептун»
- Алексей Весёлкин — Валера, муж Наташи
- Сергей Гирин — Вячеслав

## Создатели фильма
- Сценарист: Александр Миндадзе
- Режиссёр: Вадим Абдрашитов
- Оператор: Денис Евстигнеев
- Композитор: Владимир Дашкевич

## Восприятие
Киновед Александр Фёдоров отмечал: «Эта картина поражает своей философской герметичностью, заторможенностью действия и неэмоциональностью. „Армавир“ — это шифры и коды. Это мрачное мироощущение». По мнению Алексея Гусева, «самый масштабный по замыслу и самый отчетливый по эстетике, „Армавир“ останется наименее востребованным фильмом Абдрашитова. Для массового зрителя он слишком условен, для образованного — слишком истеричен, для критики — слишком тяжеловесен, и для всех сразу — чересчур пессимистичен».